# Dominique Erbani
Pour les articles homonymes, voir Erbani.
Pas d'image ? Cliquez ici

a Compétitions nationales et continentales officielles uniquement.

b Matchs officiels uniquement.
Dernière mise à jour le 27 juin 2009.
Dominique Erbani, né le 16 août 1956 à Eymet, est un joueur français de rugby à XV évoluant notamment au poste de troisième ligne. International français à 46 reprises, il joue en club avec l'US Bergerac et le SU Agen.
Son premier fils, Pierre, a joué en Fédérale 2 avec le Stade foyen et avec le SA Mérignac. Son deuxième fils, Antoine, devient également joueur de rugby à XV, entre autres à la Section paloise.

## Biographie
Après avoir été formé à l'US Bergerac, il évolue au SU Agen.
Le 11 novembre 1986, il est sélectionné avec les Barbarians français contre la Nouvelle-Zélande à La Rochelle. Les Baa-Baas s'inclinent 12 à 26. Le 22 octobre 1989, il joue de nouveau avec les Barbarians français contre les Fidji à Bordeaux. Les Baa-Baas s'inclinent 16 à 32.
Le 19 juin 1993, il est invité pour jouer avec les Barbarians français contre le XV du Président pour le Centenaire du rugby à Grenoble. Les Baa-Baas s'imposent 92 à 34.
En 1994, il participe à la tournée des Barbarians français en Australie. Le 26 juin 1994, il joue de nouveau avec les Barbarians français contre l'université de Sydney en Australie. Il inscrit un essai au cours du match et les Baa-Baas s'imposent finalement 36 à 62. Le 29 juin 1994, il joue contre les Barbarians australiens au Sydney Cricket Ground. Les Baa-Baas français s'imposent 29 à 20.

## Palmarès
En sélection
- 46 sélections en équipe de France A, de 1981 à 1990
- Vice-champion du monde en 1987
- Grand Chelem en 1987
- Tournoi des Cinq Nations en 1983 (ex aequo avec l'Irlande), 1986 (ex aequo avec l'Écosse), 1988 (ex aequo avec le Pays de Galles) et 1989
- Tournées en 1984, 1986 et 1989 en Nouvelle-Zélande, en 1985, 1986 et 1988 en Argentine, et en 1986 en Australie

Avec le SU Agen
- Championnat de France de première division :
  - Champion (2) : 1982 et 1988
  - Vice-champion (3) : 1984, 1986 et 1990
- Challenge Yves du Manoir :
  - Vainqueur (2) : 1983 et 1992 (et capitaine)
  - Finaliste (1) : 1987

## Statistiques

### Tournoi des Cinq Nations
| Édition           | Rang | Résultats France | Résultats Erbani | Matchs Erbani |
| ----------------- | ---- | ---------------- | ---------------- | ------------- |
| Cinq Nations 1983 | 1    | 3 v, 0 n, 1 d    | 2 v, 0 n, 1 d    | 3/4           |
| Cinq Nations 1984 | 2    | 3 v, 0 n, 1 d    | 2 v, 0 n, 0 d    | 2/4           |
| Cinq Nations 1985 | 2    | 2 v, 2 n, 0 d    | 1 v, 1 n, 0 d    | 2/4           |
| Cinq Nations 1986 | 1    | 3 v, 0 n, 1 d    | 3 v, 0 n, 1 d    | 4/4           |
| Cinq Nations 1987 | 1    | 4 v, 0 n, 0 d    | 4 v, 0 n, 0 d    | 4/4           |
| Cinq Nations 1988 | 1    | 3 v, 0 n, 1 d    | 1 v, 0 n, 1 d    | 2/4           |
| Cinq Nations 1989 | 1    | 3 v, 0 n, 1 d    | 3 v, 0 n, 1 d    | 4/4           |
| Cinq Nations 1990 | 3    | 2 v, 0 n, 2 d    | 1 v, 0 n, 1 d    | 2/4           |

Légende : v = victoire ; n = match nul ; d = défaite ; la ligne est en gras quand il y a Grand Chelem.

### Coupe du monde
| Édition                            | Rang      | Résultats France | Résultats Erbani | Matchs Erbani |
| ---------------------------------- | --------- | ---------------- | ---------------- | ------------- |
| Nouvelle-Zélande et Australie 1987 | Finaliste | 4 v, 1 n, 1 d    | 3 v, 1 n, 1 d    | 5/6           |

Légende : v = victoire ; n = match nul ; d = défaite.